# Assassinats dels Reavey i els O'Dowd
Els assassinats dels Reavey i els O'Dowd van ser el desenllaç de dos atacs armats coordinats el 4 de gener de 1976 al comtat d'Armagh, Irlanda del Nord. Sis membres de dues famílies catòliques, els Reavey i els O'Dowd, van morir quan membres de l'Ulster Volunteer Force (UVF), un grup paramilitar lleialista de l'Ulster, van entrar a casa seva i els van disparar. Tres membres de la família Reavey van ser disparats a Whitecross i quatre membres de la família O'Dowd van ser disparats a Ballydougan. Dos dels Reaveys i tres dels O'Dowds van morir a l'acte, i la tercera víctima dels Reavey va morir per hemorràgia cerebral gairebé un mes després.
Els assassinats formaven part d'una sèrie d'atacs contra catòlics i nacionalistes irlandesos per part de la "banda Glenanne", una aliança de militants lleialistes, soldats britànics i oficials de policia del Royal Ulster Constabulary (RUC) que hauria actuat la dècada de 1970 en el conflicte nord-irlandès. Billy McCaughey, un agent de policia del Grup de Patrulla Especial del RUC, va admetre que va participar i va acusar un altre oficial d’estar implicat. El seu company John Weir va dir que entre els implicats hi havia un soldat britànic, dos agents de policia i un presumpte agent de policia: Robin 'el xacal' Jackson.
En venjança, l'endemà homes armats van matar a trets deu civils protestants a la massacre de Kingsmill, una acció que es va atribuir un grup autodenominat South Armagh Republican Action Force, i que era un nom encobert utilitzat per membres de la Brigada del Sud d'Armagh de l'IRA.